# Justus von Liebig
Justus von Liebig (22 tháng 5 năm 1803 - 18 tháng 4 năm 1873) là một nhà hóa học người Đức, người đã có những đóng góp to lớn trong lĩnh vực nông nghiệp và hóa sinh học cũng như sự phát triển của hóa hữu cơ. Với tư cách là giáo sư, ông là người đã đưa ra phương pháp dạy định hướng trong phòng thí nghiệm, nhờ những cái tiến trong cách giảng dạy mà ông được xem là một trong những giáo viên hóa xuất sắc nhất từng được biết đến. Von Liebig được biết đến với tư cách là "cha đẻ của ngành công nghiệp phân bón" nhờ công trình của ông trong việc phát hiện ra chất nitrogen như là một thành tố dinh dưỡng quan trọng cho sự tăng trưởng của cây trồng và sau đó von Liegig cũng sáng chế công thức về Quy luật tối thiểu, trong đó nêu lên những ảnh hưởng của các chất dinh dưỡng tới cây trồng.

## Tiểu sử

### Thời thơ ấu và gia đình

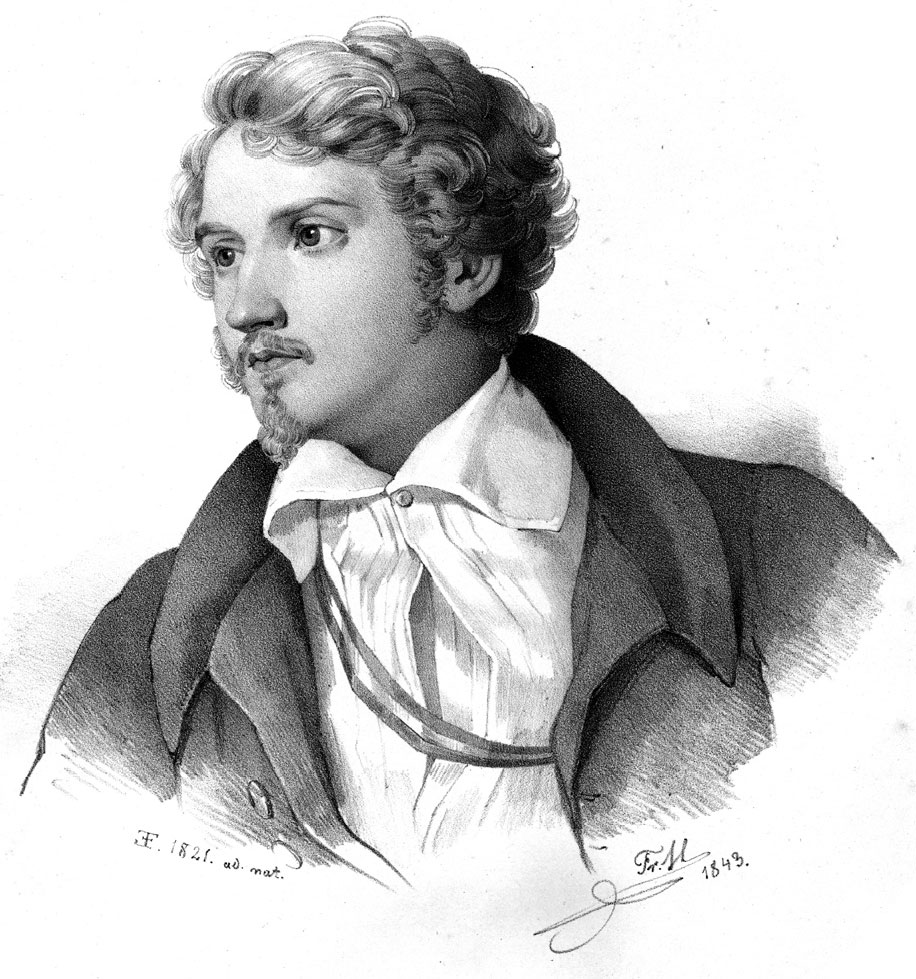
Liebig lúc trẻ

Justus Liebig sinh ra là con trai của một nhà buôn bán hóa học và sơn ở Darmstadt. Từ khi còn nhỏ, ông đã thử nghiệm các vật liệu mà ông tìm thấy trong xưởng của cha mình và phát triển một niềm say mê mạnh mẽ về hóa học. Ngoài ra, các thí nghiệm hoá học, được trình bày bằng carnies tại các hội chợ, đã gây ra sự quan tâm của ông, đặc biệt là việc sản xuất đậu Hà Lan, trong đó ông đã gặp chất nổ thủy ngân đầu tiên.
Ở tuổi 13, Liebig sống suốt năm mà không có mùa hè, khi đa số cây lương thực ở bán cầu bắc bị phá hủy bởi mùa đông núi lửa. Đức là một trong những quốc gia bị ảnh hưởng nặng nề nhất trong nạn đói toàn cầu đã xảy ra. Nhờ vào sự đổi mới của Liebig trong phân bón và nông nghiệp, nạn đói năm 1816 được biết đến như là "cuộc khủng hoảng cuối cùng lớn nhất trong thế giới phương Tây".
Liebig kết hôn với Henriette "Jettchen" Moldenhauer (1807-1881), con gái của một quan chức nhà nước vào tháng 5 năm 1826. Họ có năm người con, Georg (1827-1903), Agnes (1828-1862), Hermann (1831-1894) Johanna (1836-1925) và Marie (1845-1920).

### Nghiên cứu
Qua sự lý giải của cha ông, Justus bắt đầu nghiên cứu hóa học ở Bonn vào mùa thu năm 1819 với Karl Wilhelm Gottlob Kastner, người mà Justus đã từng gặp trong cửa hàng của cha mình, người đã nhanh chóng nhận ra tài năng của ông và đã thuê ông làm trợ lý trong phòng thí nghiệm của mình. Khi Kastner chấp nhận một lời mời đến trường Đại học Erlangen năm 1821, ông đã cùng đi, nơi ông bắt đầu luận án tiến sĩ của mình về mối quan hệ của hóa học khoáng với hóa học thực vật và gia nhập quân đoàn Rhenania I. Tháng 3 năm 1822 Liebig, ông là một thành viên của Hội anh em Bonn và Erlangen năm 1820/22, đã tham gia vào các cuộc biểu tình của các sinh viên có thái độ tự do với chính quyền. Kết quả là ông bị cảnh sát điều tra và phải trốn khỏi nhà.
Giáo viên của ông - Karl Kastner, đã có được một ít thời gian nhờ lời cầu bầu và đề nghị của mình với Grand Duke Ludwig I ở Hesse để Liebig nhận được học bổng hai năm để học tại Đại học Pari ở Sorbonne, sau đó là trung tâm hàng đầu của hóa học. Trong số những thứ khác, ông đã phân tích khoáng chất và tìm hiểu cùng các giáo sư Joseph Louis Gay-Lussac, Louis Jacques Thénard và Louis-Nicolas Vauquelin về những bài học hoá học tiên tiến nhất.

### Giáo sư ở Giessen

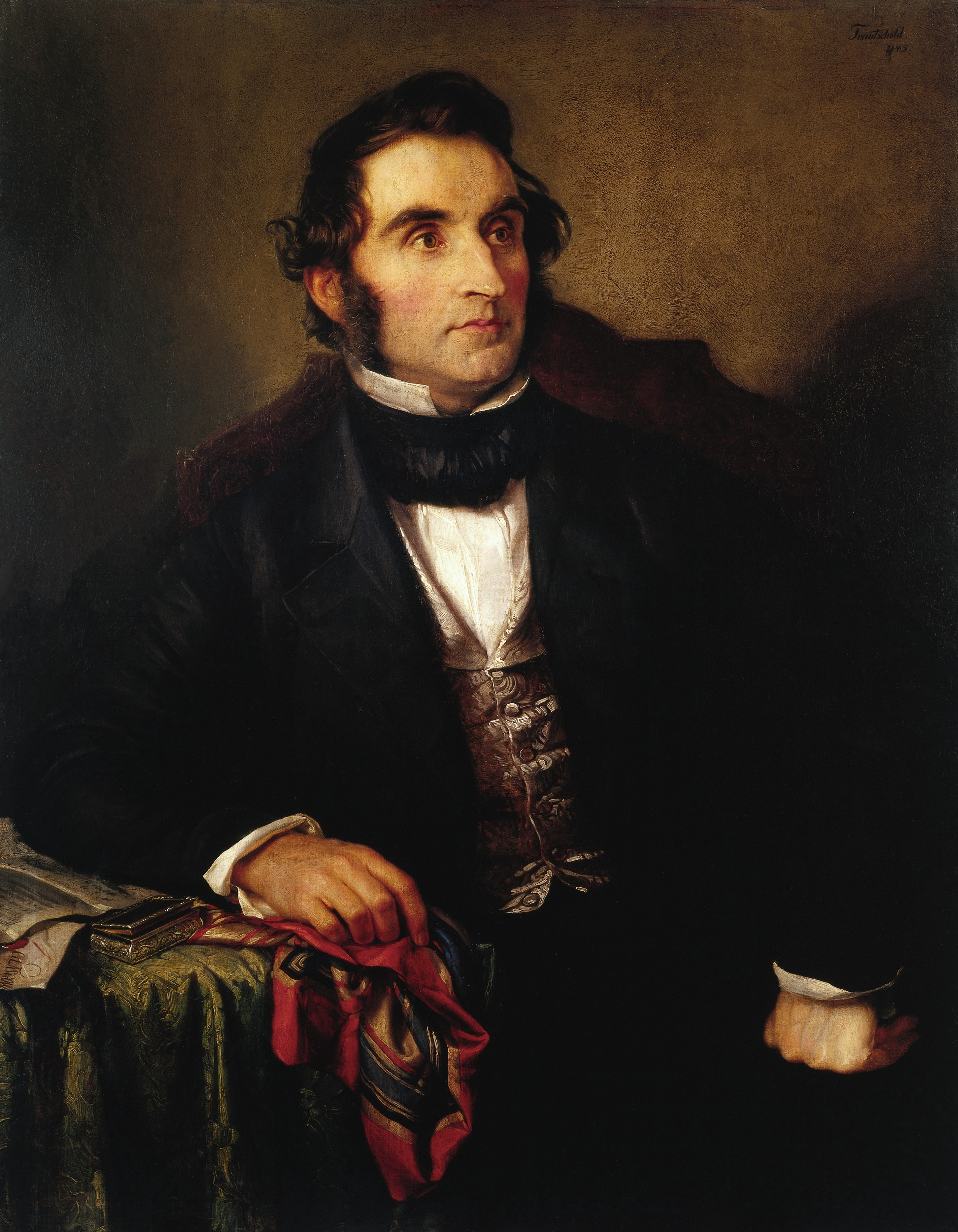
Justus von Liebig, tranh của Wilhelm Trautschold, năm 1846

Liebig rời Pari để trở lại Darmstadt vào tháng 4 năm 1824. Vào ngày 26 tháng 5 năm 1824, ở tuổi 21 và với lời đề nghị của Humboldt, Liebig trở thành giáo sư tại Đại học Giessen. Cuộc hẹn của Liebig là một phần của một nỗ lực để hiện đại hóa Đại học Giessen và thu hút nhiều sinh viên. Ông nhận được một khoản tiền nhỏ, không có kinh phí phòng thí nghiệm hoặc không được sử dụng các phương tiện.
Để giảm bớt các vấn đề về tài chính, ông đã điều hành một cơ sở kinh doanh tư nhân từ năm 1827 đến năm 1833, trong đó ông đào tạo cùng các giáo sư Hermann Umpfenbach, Friedrich Christian Gregor Wernekink và các trợ lý về dược trợ của Georg Gottlieb Schmidt và các nhà lãnh đạo tương lai của ngành công nghiệp kỹ thuật. Do đó, ông đã đặt nền móng cho tạp chí Annalen der Pharmacie, được thành lập vào năm 1832, sau này được biết đến dưới cái tên Liebig’s Annalen và được Hiệp hội Hoá học Anh đánh giá cao.
Phương pháp giảng dạy, những khám phá và các bài viết của ông nhanh chóng làm ông nổi tiếng khắp châu Âu. Rất nhiều người nước ngoài, bao gồm 84 người Anh và 18 người Mỹ, đã đến Giessen để nghe các bài giảng của Liebig về hóa học và dược phẩm. Các sinh viên quan trọng của ông là Wilhelm von Hofmann, người đã nghiên cứu với Liebig từ năm 1836 đến năm 1845, đã làm tiến sĩ và được trợ tá làm trợ lý, cũng như bác sĩ và nhà hóa học Johann Joseph von Scherer ở Würzburg. Năm 1843 Liebig được bầu vào Viện Hàn lâm Khoa học và Nghệ thuật Hoa Kỳ.
Năm 1845, ông được thăng cấp theo đề nghị của giáo sư Grand Duke Ludwig II.

### Chuyển đến Munich
Đến năm 1852, khi ông rời khỏi Giessen đến Munich, đã có hơn 700 sinh viên ngành hóa học và dược học nghiên cứu với Liebig.
Tại Munich, Liebig đã được nhiều hiệp hội khoa học trong và ngoài nước bổ nhiệm làm thành viên danh dự hay đã nhận được nhiều danh hiệu và huy chương từ các nhà cai trị cầm quyền trên khắp thế giới. Khi phát triển phân bón superphostphat, ông là đồng sáng lập của "Bayerische Aktiengesellschaft cho hóa chất và sản xuất hóa chất nông nghiệp" (BAG, nhà máy ở Heufeld) với trụ sở chính ở Munich, tồn tại cho đến năm 2012 dưới tên Süd-Chemie và hiện là một phần của Clariant Group Thụy Sĩ. Vào ngày 15 tháng 12 năm 1859, ông được bổ nhiệm làm Chủ tịch Học viện Khoa học Bavarian cho đến khi ông qua đời. Năm 1870 ông được bổ nhiệm làm công dân danh dự của thành phố Munich. Năm 1859 ông cũng được bầu làm thành viên của Viện hàn lâm Khoa học Leopoldina.
Justus Liebig chết vì viêm phổi vào ngày 18 tháng 4 năm 1873 ở Munich và được chôn cất với sự quan tâm lớn của dân chúng vào ngày 21 tháng 4.

## Phần mộ

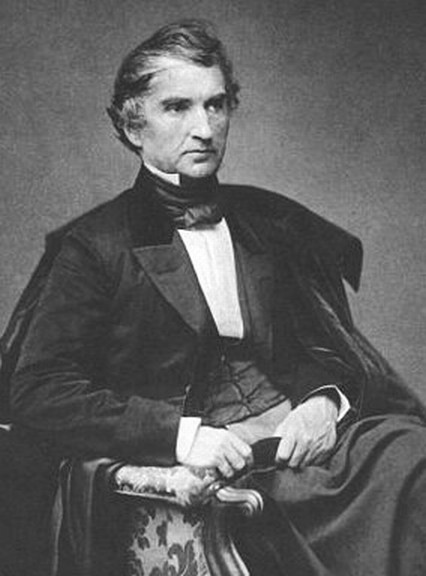
Justus von Liebig (năm 1860)

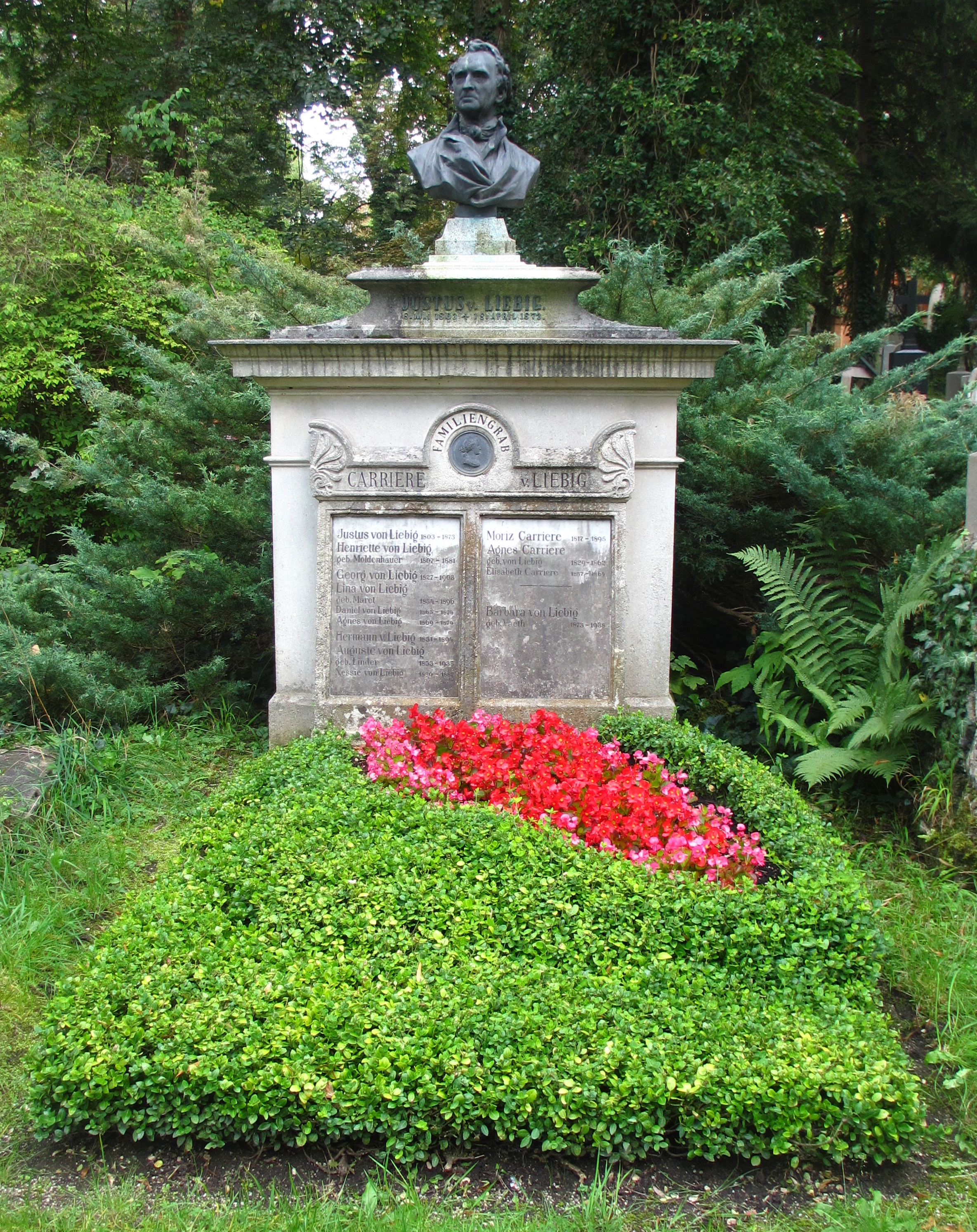
Mộ của Liebig nằm trong Nghĩa trang Old Southern

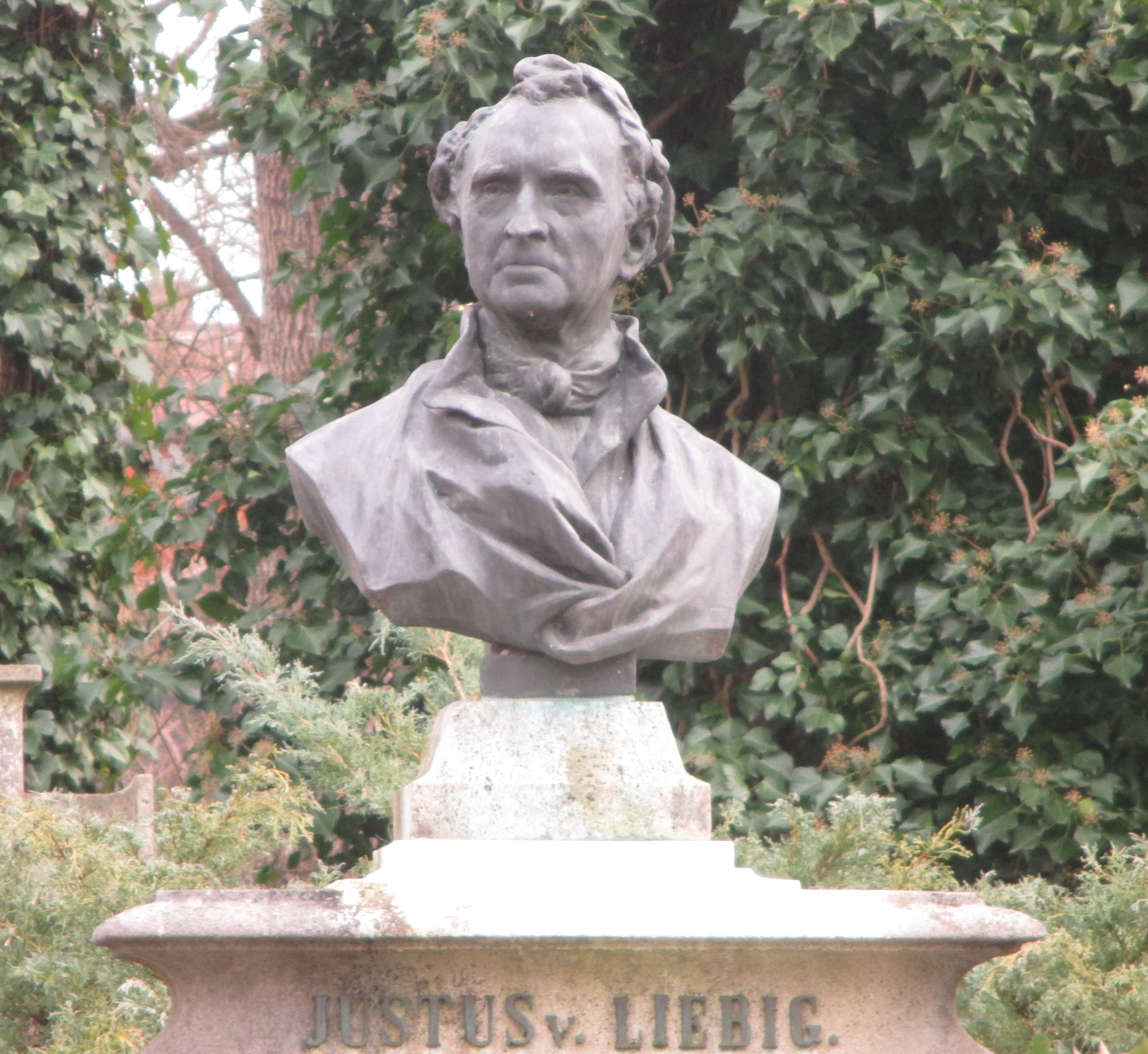
Bức tượng Justus Liebig trên mộ; Bức tượng đồng là bức tượng của nhà điêu khắc Michael Wagmüller

Ngôi mộ của Justus Liebig nằm trong Nghĩa trang Old Southern ở Munich. Ngôi mộ được thiết kế bởi nhà điêu khắc Anselm Sickinger. Bức tượng Justus von Liebig được tạo ra bởi Michael Wagmüller. Ban đầu, bức tượng bán thân được làm bằng đá cẩm thạch và được bảo vệ bằng vỏ thủy tinh. Nó được thay thế bằng một bản sao đồng.

## Nghiên cứu khoa học

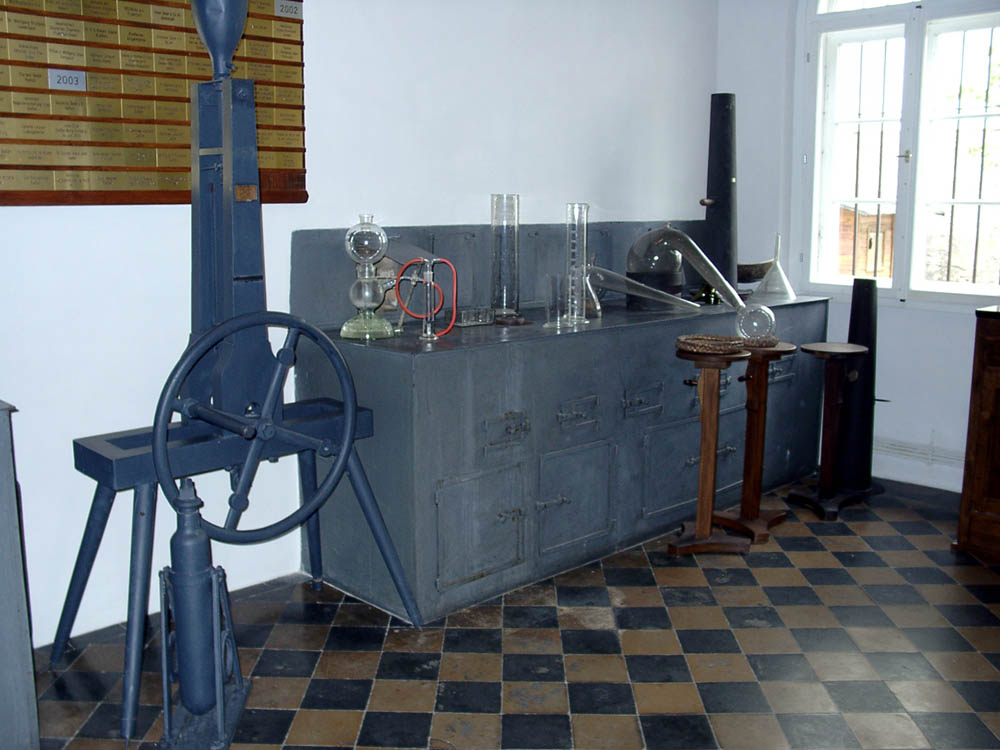
Máy nén CO_{2} trong phòng thí nghiệm riêng của Liebig

Liebig bắt đầu nghiên cứu khoa học của mình ở Giessen cùng với việc điều tra lò xo Hessian và Bavarian và sử dụng chúng để khai thác muối. Ông nhanh chóng nhận ra rằng các phương pháp phân tích rất dài và cung cấp kết quả tương đối không chính xác.
Ông đã thành công trong nhiều năm nỗ lực để hoàn thiện các máy phân tích, việc xác định thành phần nguyên tố của bộ phận động vật và thực vật bằng bộ máy năm quả bóng năm 1831 đã được phát triển (ban đầu được gọi là bộ máy Kali-Apparat) và tiếp tục làm đơn giản hóa và tăng tốc độ thay đổi đáng kể. Ông cùng với các cộng sự và sinh viên của ông, sau đó đã kiểm tra hàng trăm thực vật, bộ phận cây trồng và nhiều cơ quan và sản phẩm của động vật về thành phần của chúng và công bố kết quả. Khi làm như vậy, ông thực tế đã thiết lập hóa học hữu cơ vì không ai có thể thực hiện được nhiều cuộc điều tra chính xác và dễ kiểm tra.

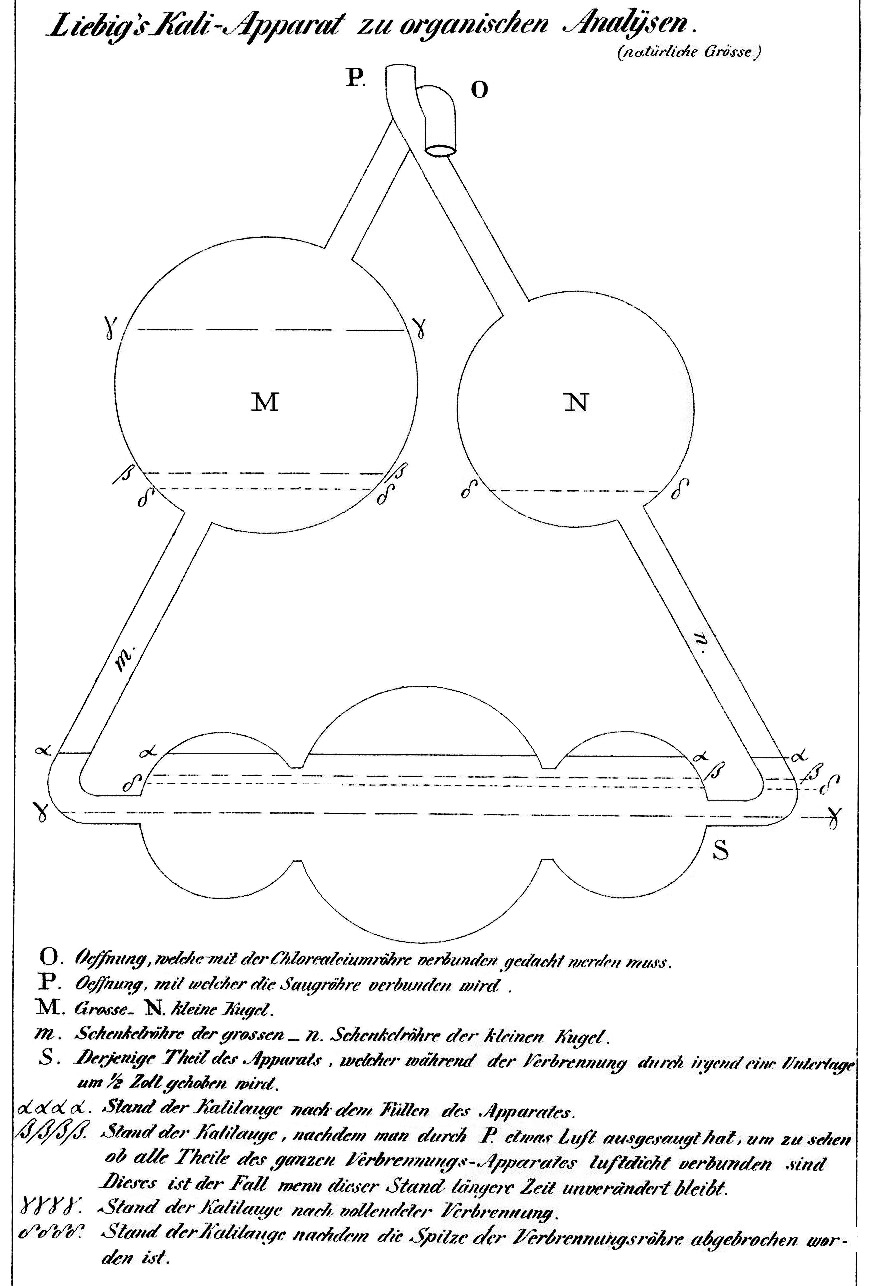
Liebigs Kali-Apparat

Cùng với người bạn Friedrich Wöhler, người đã làm việc tại Höherer Gewerbeschule (Polytechnic) ở Kassel (và năm 1836 một cuộc gọi cho Chủ tịch Hóa học và Dược phẩm ở Göttingen), ông đã phát triển lý thuyết triệt để vào năm 1832, giải thích nhiều loại chất mà chỉ gồm có hydro, oxy và cacbon
Quan tâm chính của ông trong suốt thời gian Giessen là thúc đẩy nông nghiệp với mục đích của chống lại nạn đói đôi khi tàn phá thời đó. Những phát hiện của ông trong lĩnh vực này ông đã tóm tắt vào năm 1840 và 1842 trong hai tác phẩm: Hoá hữu cơ trong ứng dụng của nó cho nông nghiệp và sinh lý học, được gọi tắt là Agriculturchemie và Hóa học Động vật hoặc hóa học hữu cơ trong ứng dụng của nó đối với sinh lý học và bệnh lý học. Hai cuốn sách này đã gây ra một sự khuấy động to lớn, không chỉ giữa các nhà khoa học, mà còn trong số tất cả những người được giáo dục về thời của ông. Hóa học nông nghiệp, trong đó ông đã thúc đẩy phân bón và giải thích tầm quan trọng của chúng đối với chất lượng và năng suất cây trồng, được đưa ra 9 phiên bản và cũng được dịch ra 34 thứ tiếng.
Trong phòng thí nghiệm riêng của mình, ông đã cống hiến cho mình từ năm 1846 đến năm 1849. Sự phát triển của một phân bón phosphat hòa tan trong nước, cùng với các học sinh người Anh Edward Frankland và James Sheridan Muspratt. Kết quả là superphothat là phân bón phosphate được sử dụng rộng rãi nhất trên thế giới. Phân bón đã cải thiện đáng kể thu hoạch và do đó cung cấp lương thực trong nửa sau của thế kỷ 19.
Liebig đã được công nhận trên toàn thế giới thông qua các nghiên cứu của ông tại Viện Giessen, những phương pháp giảng dạy tiên phong của ông, đặc biệt là các bài giảng thực nghiệm của ông và các ấn phẩm của ông trong lĩnh vực hoá học, dược, sinh lý học và nông nghiệp. Phòng thí nghiệm Giessen của ông trở thành "thánh địa" cho các nhà hóa học từ khắp nơi trên thế giới.

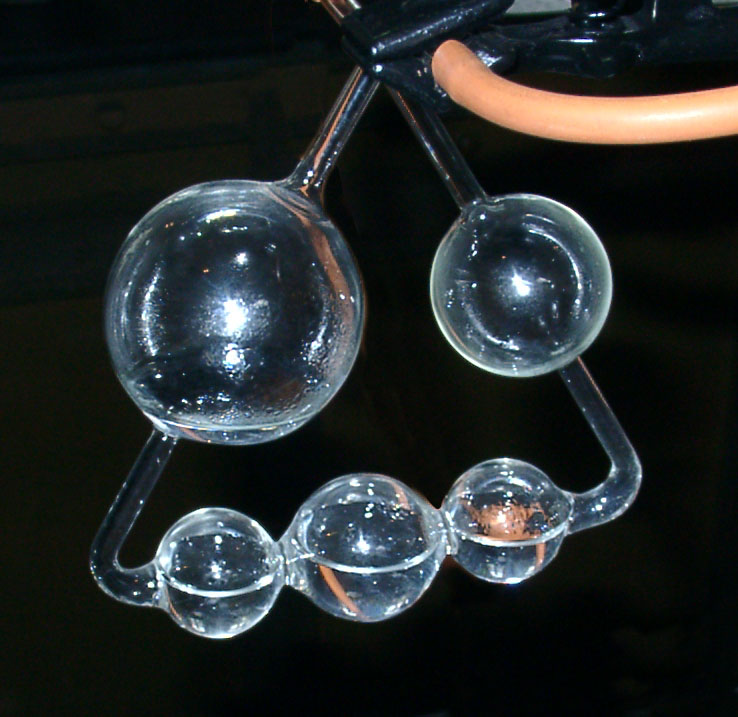
Fünf-Kugel-Apparat (moderner Nachbau)

Ở Munich, ông chuyển sang xây dựng hoàn toàn theo kiến trúc xây dựng mong muốn của mình và Hóa học. Trong những năm sau đó, ông đã giảng bài cho sinh viên, nhưng ở một mức độ thấp hơn nhiều. Phần chính của bài giảng và thực tập sinh ông đã để lại trợ lý của mình.